# Blái Krossur
Blái Krossur Føroya är en nykterhets- och hjälporganisation i Färöarna på kristen grund, bildad den 18 november 1904. 
29 anställda och fyrahundra frivilligarbetare är engagerade i de olika verksamheter som organisationen driver;
- Børn í vanda, stöd åt utsatta barn
- behandlingshemmet Blákrossheimið
- caféet Blákrossstovuna
- tre gruppboenden för missbrukare
- Blákrossbúðina